# Anaphe euprepiaeformis
Anaphe euprepiaeformis är en fjärilsart som beskrevs av Herrich-Schäffer. Anaphe euprepiaeformis ingår i släktet Anaphe och familjen tandspinnare. Inga underarter finns listade i Catalogue of Life.